# 春野町 (静岡県)
春野町（はるのちょう）は、静岡県に存在した町。周智郡に属した。遠州北部の北遠と呼ばれる地域にあった。
2005年（平成17年）7月1日、周辺10市町村と共に浜松市へ編入合併され消滅した。現在の浜松市天竜区春野町についても述べる。
2005年（平成17年）7月1日に地方自治法第202条の4に基づく「春野地域自治区」が設置された。同地域自治区は2012年（平成24年）3月31日限りで廃止された。2007年（平成19年）4月1日に浜松市が政令指定都市へ移行したのに伴い、天竜区の一部となった。
秋葉信仰の総本山である秋葉山本宮秋葉神社が立地している。明治30年代、王子製紙が日本初の製紙工場を現在の春野中学校（旧・気多中学校）の場所で稼動させた。

## 地理
静岡県西部地区北部（北遠地区）の山間部に位置する地域である。
- 山：秋葉山、春埜山、京丸山、岩嶽山

## 歴史
- 1956年（昭和31年）9月30日 - 周智郡犬居町と熊切村が合併し、春野町となる。
- 1957年（昭和32年）8月1日 - 春野町と気多村が合併し、改めて春野町となる。
- 2005年（平成17年）7月1日 - 浜松市に編入合併されて自治体としての春野町は消滅し、浜松市春野町となる。
- 2007年（平成19年）4月1日 - 浜松市が政令指定都市へ移行したのに伴い、浜松市天竜区春野町となる。

## 教育

### 小学校
- 春野町立春野北小学校（浜松市への編入後に廃校）
- 春野町立熊切小学校（浜松市への編入後に廃校）
- 浜松市立犬居小学校
- 浜松市立気田小学校

### 中学校
- 浜松市立春野中学校（2005年に春野町立春野南中学校、春野町立春野東中学校、春野町立気多中学校が統合）

### 高等学校
- 静岡県立天竜高等学校春野校舎（旧静岡県立春野高等学校：2014年（平成26年）に統合）

## 交通

### 道路
- 国道362号

## 観光地
- 秋葉山
- 秋葉山本宮秋葉神社：秋葉信仰の総本山。東京都の秋葉原の由来でもある。
- 気田川：鮎釣りの名所であり、カヌー・ラフティング・ボルダリング等々アウトドアレジャーも盛んで、キャンプ場も多数ある。
- 明神峡：気田川上流の渓谷で紅葉の名所。杉が一面に植林された付近の山とは違う、様々な木が色づく景色を見られる。
- 藤ノ瀬ホタル公園：気田川沿いにある、ホタルの生育環境を再現した公園。
- 浜松市春野文化センター：日本一といわれる巨大な天狗の面などがある。
- 浜松市春野福祉センター：「すみれの湯」という市外在住者も利用できる入浴施設もある。
- 新宮池：山頂近くの尾根にある池だが、伝説では諏訪湖とつながっており、水が尽きたことはないと言われている。
- 春野いきいき天狗村・くまの親子：「塩の道駅」と称している。食堂、土産物・地産品の販売、観光案内などがある。

## 出身有名人
- 白井鐵造（宝塚歌劇団の演出家。宝塚歌劇団元理事長)
- 富永旭（プロ野球選手）
- 片山豊（北米日産社長、フェアレディZ産みの親）
- 高野寛（ミュージシャン、小学校5年生から中学校1年生まで）